# NGC 2266
NGC 2266 ist ein Offener Sternhaufen vom Trumpler-Typ II2m im Sternbild Zwillinge auf der Ekliptik. Er hat eine Helligkeit von 9,5 mag und einen Durchmesser von 5 Bogenminuten.
Das Objekt wurde am 7. Dezember 1785 von Wilhelm Herschel.